# Strahan-Gletscher
Der Strahan-Gletscher ist ein Gletscher an der Mawson-Küste des ostantarktischen Mac-Robertson-Lands. Er mündet 2,5 km westlich des Stevens Rock auf halbem Weg zwischen Kap Daly und Kap Fletcher in die Kooperationssee.
Teilnehmer der British Australian and New Zealand Antarctic Research Expedition (1929–1931) unter der Leitung des australischen Polarforschers Douglas Mawson entdeckten ihn im Februar 1931. Mawson benannte ihn nach Frank Strahan (1886–1976), stellvertretender Sekretär des australischen Premierministers von 1921 bis 1935.